# Cadulus aratus
Cadulus aratus är en blötdjursart som beskrevs av Hedley 1899. Cadulus aratus ingår i släktet Cadulus och familjen Gadilidae. Inga underarter finns listade i Catalogue of Life.